# Brens (Tarn)
Brens é uma comuna francesa na região administrativa da Occitânia, no departamento de Tarn. Estende-se por uma área de 22.79 km², e possui 2.313 habitantes, segundo o censo de 2018, com uma densidade de 100 hab/km².